# Oak Street Beach
Pour les articles homonymes, voir Oak Street.
Oak Street Beach est une plage située sur Oak Street dans le secteur de Near North Side à Chicago (États-Unis). Cette plage s'étend sur 2 km, couvrant la zone allant de North Avenue, au sud de Hook Pier à Ohio Street Beach. Elle est entretenue par le Chicago Park District.

## Description
Oak Street est la plus importante plage en eau profonde de la ville et possède des terrains d'entraînement pour des centaines de tri-athlètes et nageurs de longue distance. Cette plage est prisée par des milliers de baigneurs, coureurs, patineurs et cyclistes.
Jusqu'en 2006, Oak Street Beach était le seul endroit dans la ville où les baigneurs pouvaient plonger à proximité de la rive. Le rebord nord était autrefois un point chaud de la communauté gay de la ville.
Située sur Oak Street, cette plage est la plus populaire de la ville avec sa proximité au centre-ville et se targue d'attirer des dizaines de milliers de visiteurs chaque jour. Oak Street Beach abrite également le pavillon de Chicago d'échecs en plein air et un restaurant appelé "Oak Street Beachstro" qui est assemblé et démonté tous les étés à la fin de la saison.